# Zambiai labdarúgó-szövetség
A zambiai labdarúgó-szövetség (angolul: Football Association of Zambia, azaz FZA) egy Zambiában működő, labdarúgással foglalkozó, 1929-ben alapított sportszervezet. Az afrikai 6. zónába tartozó labdarúgó-szövetség 1964 óta tagja az Afrikai Labdarúgó-szövetségnek (CAF), illetve 1969 óta tagja a Nemzetközi Labdarúgó-szövetségnek (FIFA).
A szövetség irányítása alá a Zambiai labdarúgó-válogatott és a nemzeti labdarúgó-bajnokság, a zambiai Super League tartozik, amelyet 1962 óta rendeznek meg.

## Külső hivatkozások
Zambiai Labdarúgó-szövetség - hivatalos oldal (angol) 

Zambia a FIFA.com-on Archiválva 2013. január 18-i dátummal a Wayback Machine-ben (angol)